# 亚当斯敦 (皮特凯恩群岛)

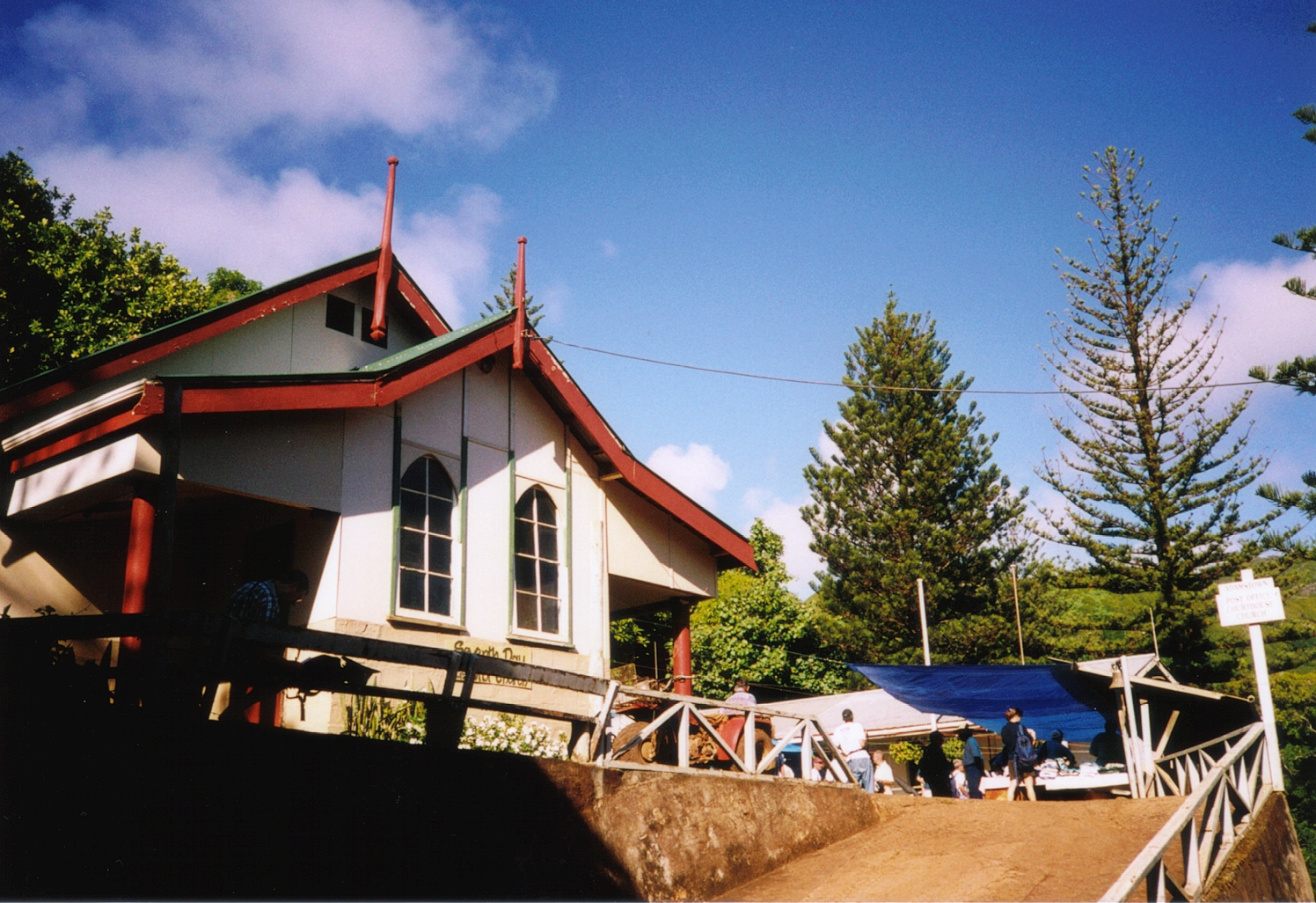
亚当斯敦的教堂

亚当斯敦（英語：Adamstown）是皮特凯恩群岛上唯一的居民点和首府，以当年邦蒂号叛变事件的唯一一個幸存叛變者約翰·亞當斯的名字命名。亚当斯敦建立于1790年，位于群岛主岛的北部海岸中央，拥有全群岛的全部人口。虽然如此，亚当斯敦仍然可以接收到电视，并通过卫星连通电话和因特网。
1. ↑  Area of the island of Pitcairn